# Bam Margera
Bam Margera, vlastním jménem Brandon Cole Margera IV (* 28. září 1979 ve West Chesteru, v Pensylvánii, USA), je profesionální skateboardista, herec, aktér v CKY, Jackass, Viva la Bam, Bam's Unholy Union a dalších. Režíroval a produkoval mnoho videoklipů pro HIM.

## Rodina
Jeho rodiče jsou Phil a April Margera. Bam má staršího bratra Jesse, který je bubeníkem v kapele cKy. Jejich strýcem je Vincent Margera (Don Vito), který se objevoval hlavně v show Viva la Bam. V letech 2003-2005 chodil s Jenn Rivel, když se rozešli začal chodit kamarádkou z dětství Melissou "Missy" Rothstein. V pořadu Bam's Unholy Union je zdokumentována příprava na svatbu, a svatba s Missy, kterou si vzal 3. února 2007.

## Filmování

### CKY (Camp Kill Yourself)
První CKY video bylo natočeno v roce 1999 a dočkalo se dalších tří pokračování. CKY2K (2001), CKY3 (2002) a CKY4: The Latest & Greatest (2003). Hlavními protagonisty CKY byli Bam Margera, Brandon DiCamillo (Dico), Ryan Dunn, Rake Yohn a Chris Raab (Raab Himself) spolu s dalšími méně se objevujícími osobami dělali kousky podobné těm z Jackass.

### Jackass
Bam je jednou z výraznějších osobností Jackass. Objevuje se jak v MTV sériích, tak ve všech Jackass filmech, protože společně s Johnny Knoxvillem přeměnili né moc známou sérii CKY na mnohem známější Jackass.

### Viva la Bam
Bamova vlastní show, která vznikala až po Jackass. Jedná se o záběry, kdy Bam s přáteli ze CKY provádí různé vylomeniny, typu přestavby domu na skatepark, poté co rodiče poslal na třídenní výlet.

### Bam's Unholy Union
Svatba s Missy Rothstein a její plánování.

## Filmy
Společně s kamarádem Brandonem DiCamillem napsali a natočili filmy Haggard (v hl. roli s Ryanem Dunnem) a The Dream Seller (v hl. roli s Brandonem Novakem).